# グリゴーリー・コスチューク

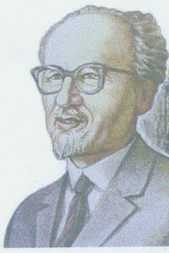
グリゴーリー・コスチューク

グリゴーリー・シーロヴィチ・コスチューク（ロシア語: Григорий Силович Костюк
, ラテン文字転写:  Gregory Silovich Kostjuk 、1899年 12月5日（ユリウス暦11月23日）- 1982年1月25日）は、ソビエト連邦の心理学者。心理学史家。 モギルノ出身。1923年にキエフ国民教育大学教育哲学科を卒業。モギルノおよびキエフで中学校教師となる。1935年ゴーリキー名称キエフ教育大学教授に就任。1946年ウクライナ共和国心理学研究所所長に就任。その後、1955年創刊の雑誌『心理学の諸問題』の編集委員をつとめた。
理論闘争の雄。ウクライナ人であり、キエフのコスチュークと称された。「子どもの教育と発達との相互関係について｣（『ソビエト教育学』誌1956年12月号）の中で、「子どもの生活、彼の活動、まわりの社会的環境と彼との相互関係のなかで生じた内的矛盾」に注目すべきことを説いた。この指摘は、解決、完結することを知らない問いとなっている。なお、この論文の公表とそれに続く約一年の討論は、1936年のソビエト連邦共産党中央委員会による児童学批判に基づく児童の知能発達研究の停滞を解き、ヴィゴツキー心理学等による発達研究の再評価、再開につながった。

## 概論
コスチュークによる1956年の問題提起は、3種類の内容を持つ。
まず、子どもの人格の発達における「教育」の意義を超えて、「教授および訓育」と発達との相互関係を追究することの意義。次に、すべての現象の発達は、それぞれに固有の内的矛盾によって引き起こされるという弁証法的唯物論の命題にならえば、子どもの発達における「外的環境や教育」の存在意義を超えて、「子どもの生活・活動・周囲の社会的環境と子どもとの相互関係の中に生じた内的矛盾」の存在が子どもの発達の源泉となり原動力となるということ。最後に、子どもの発達を内的矛盾により引き起こされる自己運動、自発的運動として認め、子どもの自己運動を呼び起こして、ある向きに導き、子ども自身の自主性や創造性を育成することに、教師の教育的指導の技術があるということ
。

## 論文
- 「子どもの心理的発達における遺伝、環境および教育の役割」（1940年）
- 「児童における数概念の起源について」（1949年）
- 「子どもの人格形成の当面する諸問題」（1949年）
- 「概念の心理学について」（1952年）
- 「子どもの教育と発達との相互関係について｣（1956年）（邦訳、矢川徳光訳、国民教育研究所『海外教育資料』1号1958年5月、柴田義松訳『資料ソビエト教育学－理論と制度』新読書社、1976年）
- 「教授＝学習と精神発達の相互関係のいくつかの側面」（1966年）（邦訳、天野清訳、明治図書出版『ソビエト教育科学』第27号1966年）
- 「発達と教育」（1967年）[5]